# Giuseppe Sciuti
Giuseppe Sciuti, nacido Giuseppe Sciuto, (Zafferana Etnea, Sicilia, 26 de febrero de 1834- Roma, 13 de marzo de 1911) fue un pintor de temas históricos y costumbristas. 

## Biografía

### Primera época
Su padre, un farmacéutico, insistió a su hijo que sigiera su oficio. Pero al final cedió y permitió a Giuseppe estudiar a nivel local a los 15 años, y más tarde, con una pequeña asignación de su padre, en Catania. Allí trabajó bajo las órdenes de Giuseppe Destefani, escenógrafo, durante seis meses. También estudió con el pintor ornamental Giuseppe Rapisardi. Más tarde se unió al estudio del pintor Antonino Gandolfo. A la edad de 18 años, esperaba viajar a cualquiera de las grandes ciudades como Florencia o Roma para seguir sus estudios, pero una erupción del Etna destruyó las granjas de su padre, y dejó a su familia empobrecida. Giuseppe se vio obligado a buscar trabajo en virtud de un pintor decorativo local. 
Después de 11 años de este trabajo, y gracias a cierta frugalidad, fue capaz de viajar a Florencia, donde pintó: La viuda y El traicionado, que luego expuso en Catania, ambos adquiridos por el Gobierno de la Ciudad. Volviendo a Catania completó trabajos rentables de decoración. Después de dos años dejó esta labor y se dirigió a Nápoles, donde mostró su obra Una tentación en la exposición anual de la Società Promotrice. Pintó un cuadro titulado Vosotras madres del país que muestra un gran progreso en su técnica; Los prisioneros después de la capitulación de Castelnuovo; y Un episodio durante el saqueo de Catania, exhibido en la Mostra annuale della Società Promotrice de Nápoles. Expuso en Génova: La paz nacional (1870)

### Segunda etapa y neo-pompeyanismo

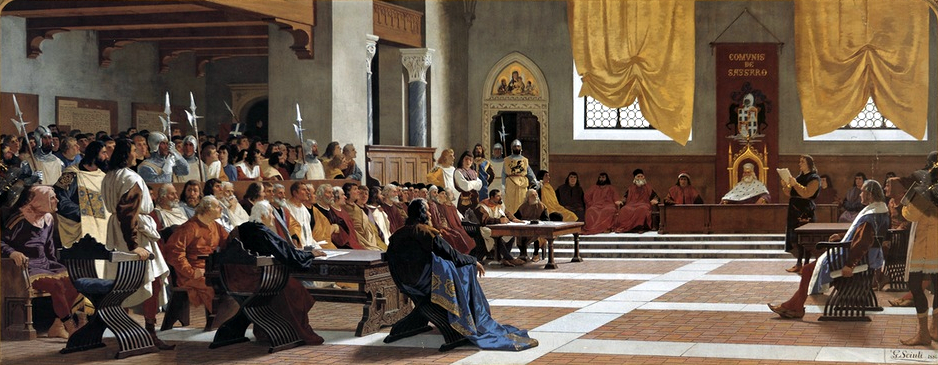
Proclamación de la República Sassarese, 1880

Además de pinturas que representaran temas patrióticos y de género, después de la década de 1870, también se especializó en la pintura romana y griega (neo-pompeyanismo). Pintó un gran lienzo Píndaro exalta el ganador de los juegos olímpicos exhibido en la Exposición Nacional de Milán, y que donó a la Academia de Brera. También exhibió esta pintura en la Exposición Universal de Viena, donde ganó una medalla. El funeral de Timoleón (comprado por la ciudad de Palermo) y Un Matrimonio Griego (comprado por la galería Brera en Milán). En 1875 desde Nápoles se traslada a Roma, y al año siguiente gana un concurso público para diseñar frescos para el Salón del Consejo Provincial de Sassari, que consta de dos pinturas históricas: Proclamación de la República Sassarese y La entrada triunfal de Gian Maria Angiol de Sassari. También pintó en dicha ciudad, en 1877: Una lección de la geografía (también llamado Le Gioie della Buona Mamma), exhibido en la Exposición de Melbourne; La carrera a pie y Después de la comida de un antiguo romano, exhibido en la Muestra Artística de Milán. El Timoleón y Píndaro estaban destinados a la Sala del Senado en Roma. En su La Vittoria d'Intera, representa el momento en el que el ejército siciliano comienza a derrotar al ejército cartaginés de Amílcar Barca. Fue exhibido y vendido en el 1888 dentro de la Exposición Italiana de Londres. En 1890, pintó el Episodio de la expedición de Pisacane a Sapri. También pintó dos grandes sipari, cortinas de teatros, del Teatro Massimo de Catania con El triunfo de Catania sobre los libios (1883) y del Teatro de Palermo con el Huida de Ruggero I del Palacio Real.

### Últimas obras
En 1896, volvió a pintar el techo de una cúpula de la Basilica della Collegiata. También produjo la gran obra Bienestar y el Arte, ahora en Zafferana Etnea. Entre el 1902 y el 1905, Sciuti pintó los techos de siete habitaciones en el Palazzo Calanna de Acireale, con un fresco que incluía la Batalla de Aquilio. En 1905, compuso los frescos de la capilla privada del Barón Pennisi de Floristella, con ocho medallones.

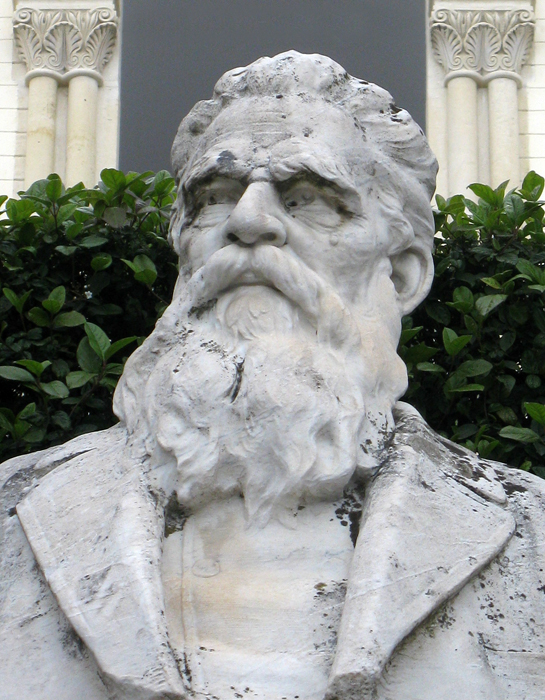
Busto de Giuseppe Sciuti en Zafferana Etnea.

Se inició en 1905 el fresco de la Catedral de Acireale, trabajo que realizó hasta 1907 junto a su alumno Primo Panciroli. En este trabajo representó la Orquesta de los Ángeles, El Coro de las Vírgenes, La Gloria de los Ángeles con los Símbolos de Santa Venera, una Anunciación, Fe y Santo Padre y Profetas. También decoró la Iglesia del Sagrado Corazón de Jesús dedicada a Anata Venerina en Acireale, los techos de Palazzi Musumeci e Nicolosi, y el techo del salón del palacio de la ciudad de Acireale.
Murió en Roma, el 13 de marzo de 1911, en la casa de Via de 'Villini cerca de la Porta Pia, a los 77 años de edad. Antes de su muerte, Giuseppe Sciuti prefirió la representación de grandes acontecimientos históricos y famosas batallas; siempre tenía la intención de componer grandes escenas con variedad de detalles. Tras su muerte, se edificó un busto de mármol ante el ayuntamiento de Zafferana, su ciudad natal.